# 康徳

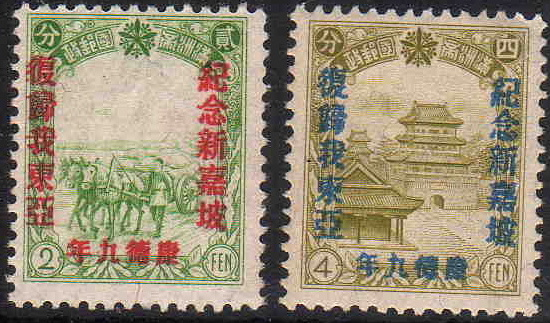
「康徳九年」の年号のある記念切手（1942年発行のシンガポール陥落記念加刷切手）

康徳（こうとく、旧字体：康德、満洲語: ᡝᠯᡥᡝ
ᡝᡵᡩᡝᠮᡠᠩᡤᡝ　転写：elhe erdemungge、ᡝᠯᡥᡝ
ᡝᡵᡩᡝᠮᡠ　elhe erdemu）は、満洲国の元号。帝政に移行した1934年3月1日から、満洲国が崩壊した1945年8月18日まで使用された。この元号に関連して当時の満洲国皇帝（愛新覚羅溥儀）を康徳帝と称すことがある。
当初は「啓運」を予定していたが、直前で「康徳」に変更されている。

## 出来事
- 元年（1934年）3月1日：溥儀が満洲国皇帝に即位して帝政に移行。
- 2年4月6日：溥儀の第1次日本訪問。
- 7年6月26日：溥儀の第2次日本訪問。
- 12年（1945年）
  - 8月9日：赤軍（ソビエト連邦軍）が満洲国内に侵攻。　
  - 8月14日：日本がポツダム宣言を受諾。
  - 8月17日：満洲国国務院が満洲国の解体を決定。
  - 8月18日：溥儀の退位宣言。満洲国消滅。

## 西暦等との対照表

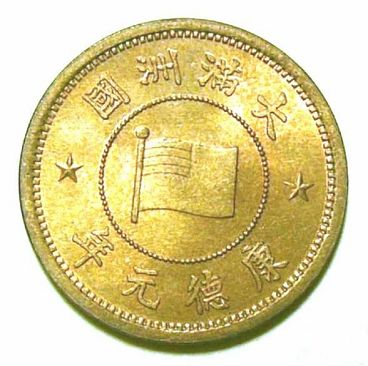
満洲国5厘青銅貨
康徳元年（1934年）銘

| 康徳 | 元年     | 2年      | 3年      | 4年      | 5年      | 6年      | 7年      | 8年      | 9年      | 10年     |
| 西暦 | 1934年   | 1935年   | 1936年   | 1937年   | 1938年   | 1939年   | 1940年   | 1941年   | 1942年   | 1943年   |
| 干支 | 甲戌     | 乙亥     | 丙子     | 丁丑     | 戊寅     | 己卯     | 庚辰     | 辛巳     | 壬午     | 癸未     |
| 中華 | 民国23年 | 民国24年 | 民国25年 | 民国26年 | 民国27年 | 民国28年 | 民国29年 | 民国30年 | 民国31年 | 民国32年 |
| 日本 | 昭和9年  | 昭和10年 | 昭和11年 | 昭和12年 | 昭和13年 | 昭和14年 | 昭和15年 | 昭和16年 | 昭和17年 | 昭和18年 |
| 康徳 | 11年     | 12年     |          |          |          |          |          |          |          |          |
| 西暦 | 1944年   | 1945年   |          |          |          |          |          |          |          |          |
| 干支 | 甲申     | 乙酉     |          |          |          |          |          |          |          |          |
| 中華 | 民国33年 | 民国34年 |          |          |          |          |          |          |          |          |
| 日本 | 昭和19年 | 昭和20年 |          |          |          |          |          |          |          |          |